# دييغو اورداز
دييغو اورداز (بالإسبانية: Diego Ordaz)‏ (7 مايو 1984 بغوادالاخارا في المكسيك - ) هو لاعب كرة قدم مكسيكي في مركز الدفاع. لعب مع أتلانتي إف سي ونادي تشياباس ونادي سان لويس ونادي مونتيري وLobos BUAP ‏.

## روابط خارجية
- دييغو اورداز على موقع قاعدة بيانات كرة القدم.إي يو (الإنجليزية)
- دييغو اورداز على موقع AS.com (الإسبانية)